# Bălăceanca
Bălăceanca – wieś w Rumunii, w okręgu Ilfov, w gminie Cernica. W 2011 roku liczyła 2865 mieszkańców.